# Poncey-sur-l’Ignon
Poncey-sur-l’Ignon – miejscowość i gmina we Francji, w regionie Burgundia-Franche-Comté, w departamencie Côte-d’Or. Przez miejscowość przepływa Sekwana.
Według danych na rok 1990 gminę zamieszkiwało 66 osób, a gęstość zaludnienia wynosiła 4 osoby/km² (wśród 2044 gmin Burgundii Poncey-sur-l’Ignon plasuje się na 844. miejscu pod względem liczby ludności, natomiast pod względem powierzchni na miejscu 574.).